# 12761 Pauwels
A 12761 Pauwels (ideiglenes jelöléssel 1993 TP38) a Naprendszer kisbolygóövében található aszteroida. Eric Walter Elst fedezte fel 1993. október 9-én.